# Catalina Castaño
Catalina Castaño (7 de julio de 1979) es una tenista profesional colombiana. El 10 de julio del 2006 alcanzó su ranking más alto en individuales, ubicándose como la tenista número 35.
El 27 de marzo de 2014 anunció a los medios colombianos que iniciaba una lucha contra el cáncer de seno, que le fue diagnosticado en fase temprana y con pronóstico favorable, por lo cual realizaría una pausa en su carrera deportiva.

## Títulos WTA

### Individuales (1-1)
| Leyenda                                      |
| Grand Slam (0-0)                             |
| WTA Tour Championship (0-0)                  |
| Tournament of Champions (0-0)                |
| Tier I / Premier Mandatory & Premier 5 (0-0) |
| Tier II / Premier (0-0)                      |
| Tier III, IV & V / International (0-1)       |
| WTA 125s (0-1)                               |

| Títulos por superficie |
| Dura (0-0)             |
| Hierba (0-0)           |
| Tierra batida (0-2)    |

| N.º | Fecha                 | Torneo  | Superficie    | Oponente en la final | Resultado |
| --- | --------------------- | ------- | ------------- | -------------------- | --------- |
| 1.  | 31 de julio de 2005   | Hungría | Tierra batida | Anna Smashnova       | 2-6, 2-6  |
| 2.  | 17 de febrero de 2013 | Cali    | Tierra batida | Lara Arruabarrena    | 6-3, 6-2  |

### Dobles (2-1)
| Leyenda               |
| Grand Slam (0)        |
| WTA Championships (0) |
| International (1-1)   |
| WTA 125s (1-0)        |

| N.º | Fecha                 | Torneo   | Superficie    | Pareja        | Oponentes en la final              | Resultado        |
| --- | --------------------- | -------- | ------------- | ------------- | ---------------------------------- | ---------------- |
| 1.  | 22 de julio de 2012   | Bastad   | Tierra batida | Mariana Duque | Eva Hrdinová Mervana Jugić-Salkić  | 4–6, 7–5, [10–5] |
| 2.  | 11 de febrero de 2013 | Cali     | Tierra batida | Mariana Duque | Florencia Molinero Teliana Pereira | 3-6, 6-1, [10-5] |
| 3.  | 2 de marzo de 2013    | Acapulco | Tierra batida | Mariana Duque | Lourdes Domínguez Arantxa Parra    | 4–6, 6–7(1)      |